# Andréi Túpolev
Andréi Nikoláyevich Túpolev (en ruso: Андрей Николаевич Туполев; Pustomázovo, óblast de Tver, 29 de octubre de 1888-Moscú, 23 de diciembre de 1972) fue un diseñador y constructor aeronáutico ruso. 

## Biografía
A partir de 1929, fue un diseñador preeminente, cuando trabajaba en el instituto central de aerohidrodinámica (TsAGI) de Moscú, donde fueron diseñados más de un centenar de aviones, principalmente bombarderos (entre ellos el Tupolev Tu-26 y el Túpolev Tu-2) y aviones de pasajeros como el Tupolev Tu-134, el Tupolev Tu-154 y el supersónico Tupolev Tu-144.
Túpolev fue detenido en 1937 junto con otro célebre diseñador de aviones, Vladímir Petliakov, bajo la acusación de la creación de un partido fascista ruso. En 1939 fue trasladado a una prisión en Bólshevo en las cercanías de Moscú, en una sharashka (campo especial), donde también estaban encarcelados varios de sus colegas. 
Oficialmente fue condenado a diez años, pero en 1944 fue excarcelado gracias a los «servicios prestados». En prisión, se le suministró lo necesario para «prestar servicios a la Madre patria en peligro», principalmente servicios de ingeniería mecánica y aeronáutica.
Su completa rehabilitación no se produjo hasta una década después de la muerte de Stalin. Sus restos reposan en el cementerio Novodévichi.
Su hijo Alekséi fue también un célebre diseñador de aviones de línea, participando en proyectos como el Tupolev Tu-144. Andréi murió en Moscú por muerte natural al lado de su nieto Steffánov Túpolev, hijo de su hijo Alekséi Túpolev. Actualmente Steffánov Túpolev es un piloto de pruebas y diseñador del Tu-334 y del Tu-414, al igual que el avión de carga Tupolev Tu-330.
Nota: Las fechas dobles indican en primer lugar la fecha según el calendario juliano en vigor hasta la Revolución de Octubre (1917) y en segundo lugar, la fecha según el calendario gregoriano, utilizado en los países occidentales desde los siglos XVI / XVIII.